# Игла
Игла је шивећи алат. Може бити игла за ручно шивење или део машине за шивење. Кроз иглу се провлачи конац и затим игла пробадањем кроз тканину отпочиње процес шивења. Под овим појмом подразумевају се и други алати намењени пришивању неког материјала, као што су спајалица, шпенадла, рајснадла, зихернадла и игла за кравату.

## Занимљивости
Реч потиче од прасловенског корена *jьgъla (приближан изговор јгла-јагла-јигла). Као веома мали кућни алат, користи се у неколико српских пословица, међу којима су:
- Тражити иглу у пласту сена. — указује да је нешто тешко пронаћи
- И иглу би покварио. — указује на нечију неспретност
- Од игле до локомотиве. — указује на широк потрошачки асортиман

У неким крајевима Србије, до данас су се задржали обичаји да се игла и конац не позајмљују никоме одређених дана у години. Приликом враћања посуђене игле, сматра се према неким обичајима, не треба захваљивати власнику већ га мало боцнути иглом; ако се то не учини, доћи ће до свађе.